# Fabio Kress
Fabio Kress (3 de septiembre de 1999) es un deportista alemán que compite en remo.
Ganó tres medallas en el Campeonato Mundial de Remo entre los años 2022 y 2024, y dos medallas en el Campeonato Europeo de Remo, en los años 2022 y 2025.

## Palmarés internacional
| Campeonato Mundial | Campeonato Mundial       | Campeonato Mundial | Campeonato Mundial      |
| Año                | Lugar                    | Medalla            | Prueba                  |
| ------------------ | ------------------------ | ------------------ | ----------------------- |
| 2022               | Račice (República Checa) | Medalla de bronce  | Cuatro scull ligero     |
| 2023               | Belgrado (Serbia)        | Medalla de plata   | Cuatro scull ligero     |
| 2024               | St. Catharines (Canadá)  | Medalla de bronce  | Cuatro scull ligero     |
| Campeonato Europeo |                          |                    |                         |
| Año                | Lugar                    | Medalla            | Prueba                  |
| 2022               | Múnich (Alemania)        | Medalla de plata   | Cuatro scull ligero     |
| 2025               | Plovdiv (Bulgaria)       | Medalla de oro     | Scull individual ligero |